# Romain Ollé-Nicolle
Pour les articles homonymes, voir Ollé-Nicolle.
Romain Ollé-Nicole, né le 18 août 1987 à Chambéry (Savoie), est un footballeur français, fils de l'ancien professionnel Didier Ollé-Nicolle. 

## Biographie
Formé au Clermont Foot sans avoir percé en équipe première, il évolue au poste de latéral droit. 
C'est avec le F91 Dudelange qu'il a remporté le championnat luxembourgeois et disputé cinq matchs de coupe d'Europe.
Durant l'été 2015, après un an sans jouer, il s'engage pour le club amateur de Fouches, club provincial de Belgique.
Il rejoint le RFC Messancy en 2017 et en devient entraîneur à partir de mars 2019 alors que le club évolue en Provincial 2A (D7 belge).

## Palmarès
- Championnat du Luxembourg
  - Vainqueur : 2011